# ماوپیهائا
ماوپیهائا (ماوپیهاآ) 
(به تاهیتیایی: Maupihaʻa) (
(به تاهیتیایی: Maupihaa)) که همچنین با نام موپلیا نیز شناخته می‌شود، یک آبسنگ حَلقَوی (خوست) از گروه جزایر بادپناه (به فرانسوی: Iles sous le Vent) در بخش غربی مجمع الجزایر انجمن، در اقیانوس آرام جنوبی است.
مانوآئه نزدیک‌ترین همسایه ماوپیهائا است، که در ۷۲ کیلومتری جنوب شرقی آن واقع شده است.

## جغرافیا
آب‌سنگ ماوپیهائا حدود ۸ کیلومتر طول دارد و دارای یک کولاب به عمق حداکثر ۴۰ متر است که از سه طرف با صخره‌های مرجانی زیرآبی احاطه شده‌است.
صخره‌های مرجانی بیرونی این آتول پیوسته‌اند، به‌جز یک گذرگاه کوچک در سمت باختری آن. در سمت خاوری، جزیره‌ای باریک و پرپوشش از گیاه (موتو ماوپیهائا) قرار دارد و چند جزیرهٔ کوچک دیگر نیز در پیرامون آن دیده می‌شوند که در مجموع، مساحت خشکی آتول ماوپیهائا را به ۲٫۶ کیلومتر مربع می‌رسانند. تنها روستای این آبسنگ در جزیرهٔ موتو ماپیهائا قرار دارد؛ در تاریخ ۲۷ اوت ۲۰۲۳، جمعیت آن ۷ نفر بوده‌است.

## تاریخچه
آبسنگ حلقوی ماوپیهائا از زمان‌های بسیار دور مسکونِ پلی‌نزی‌ها بوده‌است؛ آثار باستانی و قلاب‌های ماهی‌گیری در آن کشف شده‌است. نخستین اروپایی که به ماپیهائا، همراه با جزایر همسایه فنوآ اورا (Fenua Ura) و موتو اُنه (Motu One) رسید، ساموئل والیس در سال ۱۷۶۷ بود.

در سال ۱۹۱۷، این آتول به شرکت فرانسویِ واقع در پاپئته اجاره داده شد و سه کارمند آن مشغول تولید کوپرا، پرورش خوک و مرغ و گردآوری لاک‌پشت بودند. سپس به شرکت دیگری که در زمینهٔ کوپرا فعال بود اجاره داده شد و تمام جزیره به درختان نخل نارگیل اختصاص یافت. 

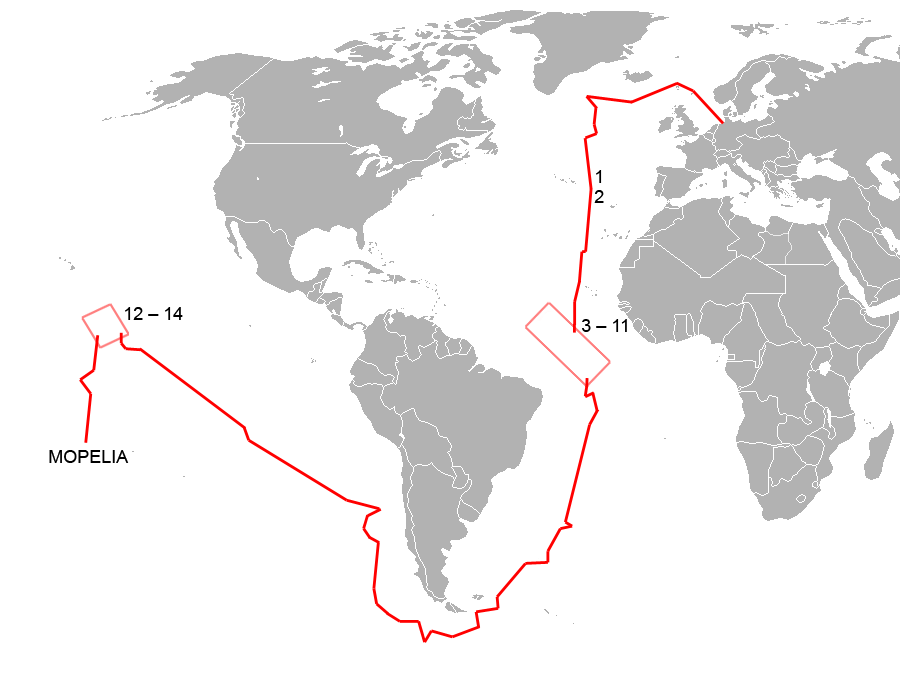
مسیر کشتی زِی‌آدلر (عقاب دریا).

در همان سال، کنت فلیکس فون لوکنر از کشتی جنگی مشهور زی‌آدلر در جریان مأموریت خود برای حمله به کشتی‌های متفقین در اقیانوس آرام جنوبی در خلال جنگ جهانی اول به جزیره رسید. هدف این توقف، تهیه آذوقه و تعمیر بدنهٔ کشتی پس از عبور از اقیانوس آرام و آمریکای جنوبی بود. اما پس از مدتی کوتاه، طوفان و موج دریا سبب شد زی‌آدلر در صخره‌های مرجانی ماوپیهائا به گل بنشیند و فون لوکنر به همراه بیش از ۱۰۰ نفر در آن‌جا گرفتار شوند.

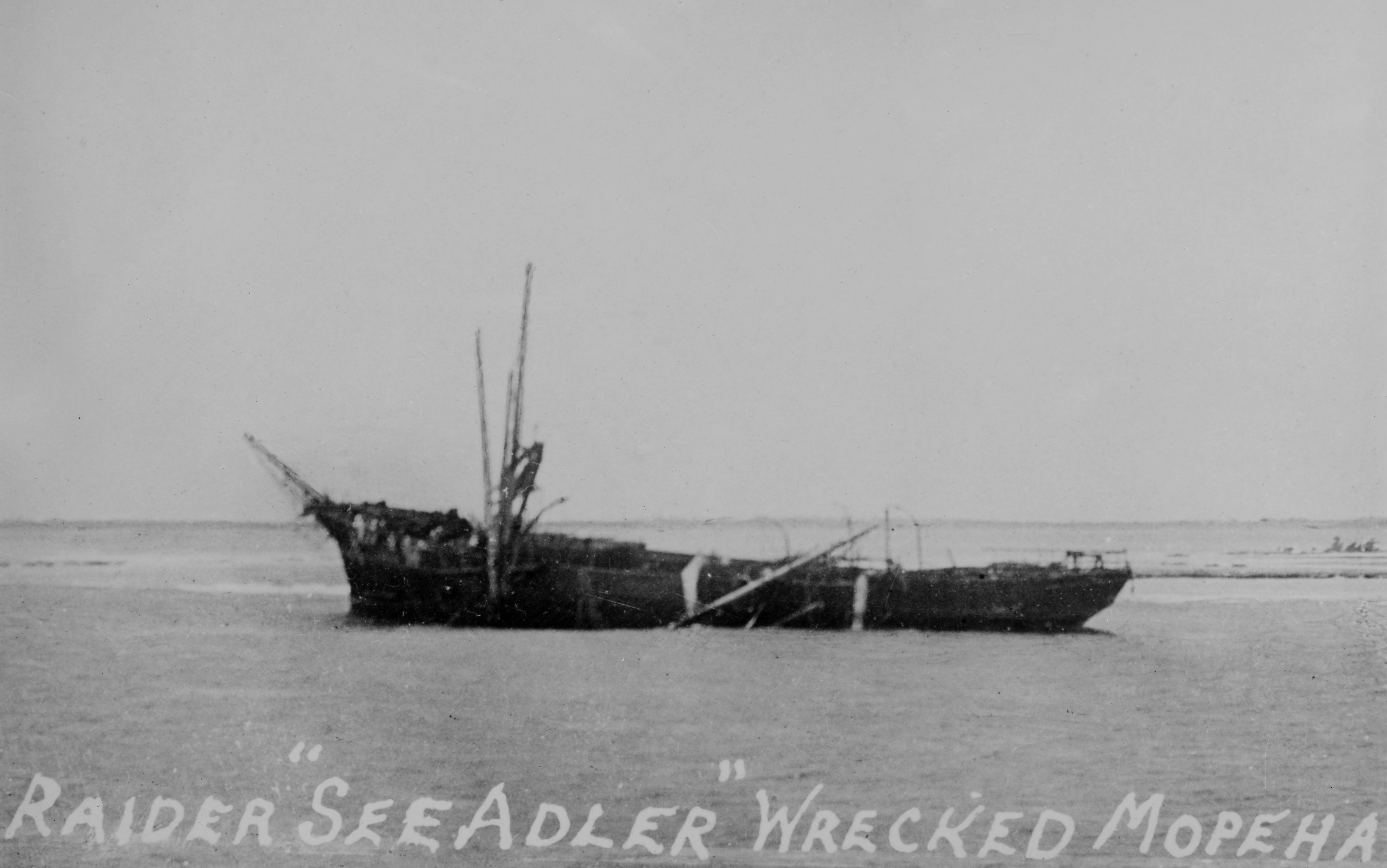
کشتی زی‌آدلر پس از کشتی‌شکستگی

در آن زمان جزیره تنها سه ساکن پلی‌نزی داشت که نارگیل جمع‌آوری و برای تاهیتی کوپرا تولید می‌کردند. ۶۴ خدمهٔ زئه‌ادلر و ۴۷ زندانی — شامل خدمه و مسافران کشتی‌هایی که پیش‌تر توقیف شده بودند — چندین ماه با پلی‌نزی‌ها در ماپیهائا زندگی کردند؛ فون لوکنر با شوخی آن را «آخرین مستعمرهٔ آلمان» نامید. خدمه با استفاده از بقایای کشتی، سکونتگاهی به نام "زی‌آدلربورگ" (Seeadlerburg) ساختند.: 231  آن‌ها جزیره را "سِسیلی‌ین‌اینزل" (Cäcilieninsel) نامیدند.
برخی از دریانوردان گرفتارشده، اسرای جنگی آمریکایی بودند که در دریا اسیر شده بودند. فون لوکنر سرانجام چند تن از مردان خود را برگزید و با تجهیز یک قایق بادبانی، سفری نزدیک به ۲٬۰۰۰ مایل (۳٬۲۰۰ کیلومتر) تا جزایر فیجی آغاز کرد تا کشتی دیگری تصرف کرده و برای نجات بقیهٔ افراد بازگردد. اما این نقشه ناکام ماند؛ چرا که هرچند فون لوکنر به مقصد رسید، ولی به دست یک ستوان بریتانیایی تسلیم شد. او باقی دوران جنگ جهانی اول را در نیوزیلند در اسارت گذراند، با اینکه یک‌بار هم موفق شد فرار کند و با قایق فرمانده زندان به همراه چند اسیر دیگر بگریزد، ولی دوباره دستگیر شد.
در همین حین، باقی‌ماندهٔ خدمه یک کشتی بادبانی فرانسوی به نام لوتس (Lutece) را که در ماپیها توقف کرده بود، به تصرف درآوردند و به جزیره ایستر بردند؛ آنان در ۴ اکتبر به آن‌جا رسیدند اما کشتی به گل نشست و خدمه توسط مقام‌های شیلی بازداشت شدند. چهار ملوان آمریکایی نیز با یک قایق بدون سرپوش، مسافتی در حدود ۱٬۰۰۰ مایل (۱٬۶۰۰ کیلومتر) را تا پاگو پاگو پیمودند و از آن‌جا تدارکات لازم برای نجات هم‌رزمان خود در ماوپیهائا را فراهم کردند.
آخرین کشتی تأمین تدارکات در سال ۲۰۲۱ به جزیره سر زد. یک کشتی بادبانی به نام روسولا در اوت ۲۰۲۳ هنگام عبور اقیانوسی در این جزیره توقف کرد و خدمهٔ آن پوشاک، ابزار و روغن موتور مورد نیاز برای قایق‌های موتوری جزیره‌نشینان را اهدا کردند.

## مدیریت
این آتول به‌لحاظ اداری بخشی از کمون ماپیتی به‌شمار می‌رود که در زیرمجموعهٔ اداری جزایر بادپناه در پلی‌نزی فرانسه قرار دارد. هم‌اکنون، ماپیهائا به‌طور رسمی جزیره‌ای "دائماً غیرمسکونی" شناخته می‌شود.

## نام‌های دیگر
ماپلیا (Mopelia)
ماپلیا (Maupelia)
موپیه‌آ (Mopihaa)
ماپیهوآ (Maupihoa)
ماپتیا (Mapetia)
سسیلی‌ین‌اینزل (Cäcilieninsel)